# Vliegas

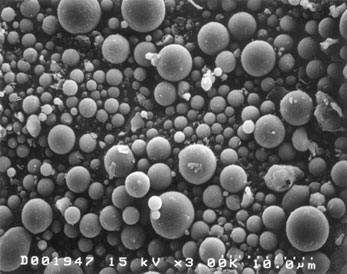
Opname van vliegas met een elektronenmicroscoop

Vliegas is as die bij de verbranding van onder andere steenkool meegaat met de rookgassen. Het deel van de as dat niet met het rookgas meegaat, maar blijft liggen, heet bodemas.
Vliegas veroorzaakt luchtvervuiling, en moet daarom tegenwoordig worden afgevangen. Kleinere deeltjes kunnen voor 99% worden afgevangen door een elektrostatisch vliegasfilter: door een potentiaalverschil op het filter te zetten, zal de vliegas zich op de filterwand verzamelen. Eens in de zoveel tijd wordt dit eraf geklopt met hamers. Andere technieken om vliegas af te vangen zijn cycloon of doekenfilter.
De samenstelling van vliegas hangt sterk af van de brandstof (type steenkool, biomassa) en het verbrandingsproces. Vliegasdeeltjes zijn heterogeen en bestaan uit zowel amorfe als kristallijne fasen. Deze fasen bestaan weer uit siliciumoxide, aluminiumoxide, ijzeroxiden en calciumoxide. Daarnaast bevat vliegas onder andere zware metalen. 
Vliegas die afkomstig is van steenkool (en een beperkt aandeel biomassa) wordt poederkoolvliegas genoemd. Deze vliegas wordt in Nederland volledig hergebruikt en verwerkt in cement, beton, straatklinkers en asfalt. Het verdicht namelijk de structuur van het beton, waardoor het beter beschermd wordt tegen invloed van buitenaf.
Vliegas afkomstig van de verbranding van afval in een afvalverbrandingsinstallatie wordt AVI-vliegas genoemd. Deze vliegas wordt meestal gestort. 

## Afzet vliegas
In Nederland worden bijproducten zoals poederkoolvliegas afgezet door de Vliegasunie (opgericht in 1982 door Nederlandse elektriciteitscentrales) en BauMineral.